# Esteban Nazarian
Stepanos Nazarián (en armenio: Ստեփանոս Նազարեան, en ruso: Степан Исаевич Назарян; Tiflis, 15 (27) mayo de 1812-Moscú, 27 de abril (9 de mayo) 1879) fue un prominente armenio editor, ilustrador, historiador de la literatura y orientalista.
Nació en la familia de un sacerdote. Se graduó en la facultad de filosofía en la Universidad de Tartu en 1840. En 1849 se convirtió en profesor de literatura persa y árabe en Moscú en el Instituto de Lenguas Orientales Lazarev. Publicó una serie de trabajos académicos y obtuvo su tesis doctoral con un análisis de la labor de Ferdousí en el Shāhnāmé.
Bajo la influencia del movimiento de la ilustración europea y el movimiento social ruso de los años 40, Nazarian cada vez más comenzó a escribir contra el sistema feudal y su ideología. En los años 50 se convirtió en el líder del movimiento de la iluminación de Armenia. Entre 1858 y 1864 publicó en Moscú la influyente revista Hiusisapayl (Aurora Borealis), que tuvo un gran efecto en el desarrollo del pensamiento pública progresista en Armenia. Criticó a la servidumbre y el poder administrativo para la renovación espiritual del pueblo armenio, sin embargo, se negó a calificar sus acciones como parte de una lucha de clases en general. Nazarian avanzó la idea de la educación pública en la era de la iluminación nueva, así como la sustitución del armenio clásico en el nuevo armenio moderno.